# Wolfgang Spitzner

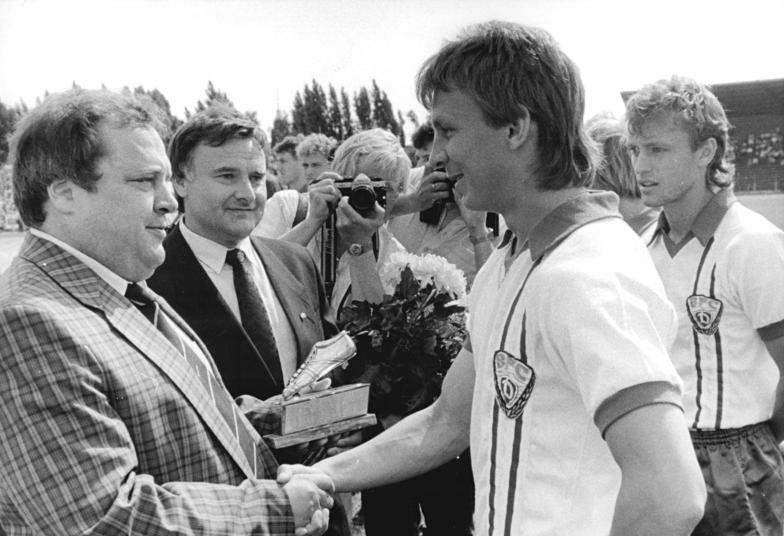
Wolfgang Spitzner (Zweiter von links) im Jahr 1988

Wolfgang Spitzner (* 30. Januar 1940 in Reichenbach im Vogtland; † 1997) war ein deutscher Fußballfunktionär.

## Werdegang
Spitzner lernte Elektromonteur und erlangte einen Diplomabschluss im Fach Militärwissenschaft. Er war Vorsitzender des Komitees der Armeesportvereinigung Vorwärts sowie Vizepräsident des Deutschen Fußball-Verbands (DFV) für Kinder- und Jugendsport. Im Mai 1988 wurde Spitzner DFV-Generalsekretär. Er war des Weiteren Vizepräsident des Deutschen Turn- und Sportbunds (DTSB).
Spitzner sprach sich im August 1988 dafür aus, dass es im DDR-Fußball „in erster Linie um die internationale Repräsentation unserer Auswahlvertretungen, insbesondere der Nationalelf und der Klubs im Europacup“ gehen müsse. Spitzner gab nach dem Ende der DDR gegenüber der Zeitung Die Welt an, dass es zwischen 1978 und 1988 in der DDR-Oberliga bei Spielen der Mannschaft BFC Dynamo Beeinflussungen von Schiedsrichtern gegeben habe. Spitzner nahm ab Dezember 1989 an Gesprächen zwischen dem DFV und dem westdeutschen DFB teil, in denen unter anderem über eine Verschmelzung der beiden Verbände gesprochen wurde, die Spitzner zu diesem Zeitpunkt „in den nächsten fünf Jahren“ als nicht realistisch ansah. Im Zuge des Wechsels von Andreas Thom zu Bayer Leverkusen führte Spitzner im Jahr 1989 für den DFV die Verhandlungen mit dem Bundesligisten. Der DFV erhielt die Ablösesumme für den Spieler.
Im November 1989 gab er sein Amt als DTSB-Vizepräsident ab. Spitzner trat am 31. März 1990 von seinem Amt als DFV-Generalsekretär zurück.